# Kjartan Slettemark

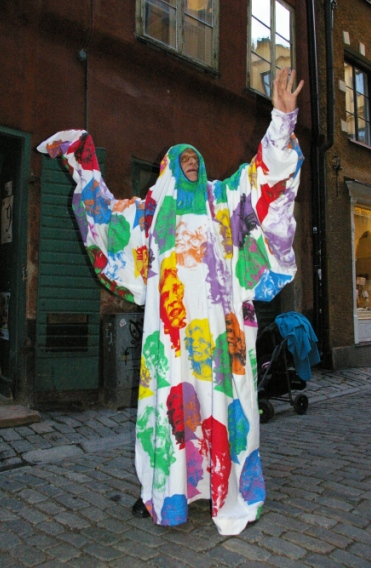
Kjartan Slettemark "ger burkan ett ansikte" 10 november 2007.

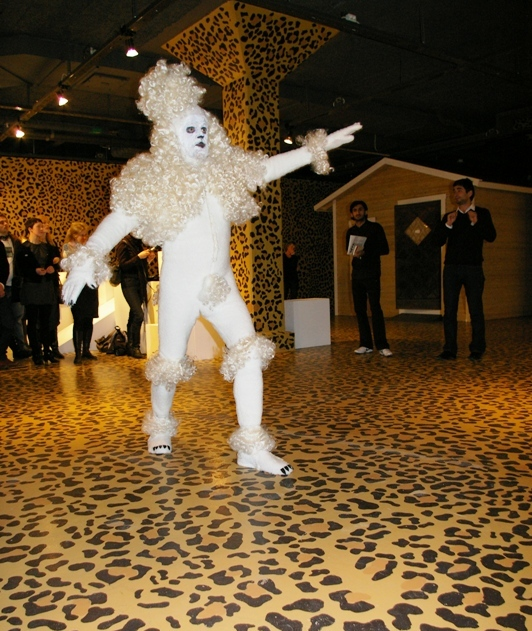
Kjartan Slettemark i sin nya pudelkostym i Tensta konsthall i januari 2008.

Kjartan Slettemark, född 6 augusti 1932 på gården Slettemark i dåvarande Naustdals kommun i Sogn og Fjordane fylke (nuvarande Sunnfjords kommun i Vestland fylke), död 13 december 2008 i Stockholm, var en norsk-svensk målare och skulptör, som blev känd för sin politiska konst under 1960- och 1970-talen. Han var främst bosatt och verksam i Stockholm.
Kjartan Slettemark utbildade sig till växeltelefonist och arbetade i Otta i Oppland 1952–1955. Han studerade därefter vid Statens håndverks- og kunstindustriskole 1956–1959 och under en kort tid på Statens Kunstakademi i Oslo 1959. Inga Bagge inspirerade honom att flytta till Stockholm, där han gick på Gerlesborgsskolan 1960–1962 och studerade vidare på Kungliga Konsthögskolan 1962–1965 för Lennart Rodhe och Erland Melanton. Han arbetade bland annat med konceptkonst, videokonst och diverse mer eller mindre happening-artad konst, men även med akrylmåleri. Ett av Slettemarks många konstprojekt var mikronationen Kjartanistan, en icke-territoriell stat som utfärdade egna pass och där han själv var statsminister. Han blev ett omstritt namn i Norge 1965 efter att han i Oslo ställde ut ett konstverk i en monter utanför Stortinget som beskrev hans avsky för president Nixon och USA:s inblandning i Vietnamkriget, verket blev efter publikdemonstrationer nedmonterat av den norska polisen.
Under 1970-talet uppmärksammades han efter att ha rest runt i Europa och USA med ett pass där passfotot var ett montage av ett fotografi av Richard Nixon och hans eget hår och skägg, vilket han själv såg som ett sätt att sudda ut gränsen mellan konsten och livet. När Malmö konsthall invigdes 1975 dök Slettemark upp som en skällande pudel, i syfte att visa hur konstnärer ofta låter sig bli knähundar. Hans pudelkostym finns numera i Moderna museets samlingar. Han finns även representerad vid bland annat Göteborgs konstmuseum, Norrköpings konstmuseum  och Nationalmuseum i Stockholm.
Haugar Vestfold Konstmuseum i Tønsberg har sedan 2003 en permanent utställning med Kjartan Slettemarks verk. Han var en av de konstnärer som fick konstnärslön av svenska staten. Tillsammans med Inga Bagge ställde han ut i Värnamo 1965 och tillsammans Jan Håfström i Limhamn 1966 och han medverkade i ett stort antal samlingsutställningar i bland annat Lidköping, Karlstad, Halmstad, Spånga, Norrtälje och Västervik. Till hans offentliga arbeten av normal karaktär räknas ett par målade fönster till Hallstahammars kommunalhus. 
Kjartan Slettemarks blev svensk medborgare 1966. Han ligger begravd vid Maria Magdalena kyrka i Stockholm.